# Dynasty (2.ª temporada)
A segunda temporada de Dynasty, uma série de televisão americana baseada na série de televisão homônima de 1981, está prevista para estrear nos Estados Unidos na The CW em 12 de outubro de 2018. A temporada é produzida pela CBS Television Studios, com Josh Schwartz e Stephanie Savage servindo como showrunners. Estreando em 11 de outubro de 2017, a série foi renovada para uma segunda temporada em 2 de abril de 2018.
A segunda temporada estrelará Elizabeth Gillies como Fallon Carrington, Grant Show como seu pai Blake Carrington e James Mackay como seu filho Steven, com Robert Christopher Riley como o ex-chofer Michael Culhane, Sam Adegoke como o bilionário da tecnologia Jeff Colby, Rafael de La Fuente como Sam Jones, sobrinho de Cristal e o marido de Steven, Alan Dale, como Joseph Anders, o mordomo dos Carrington e Nicollette Sheridan como Alexis Carrington, a ex-esposa de Blake e a mãe de Steven e Fallon. Os personagens regulares da série adicionados para a segunda temporada incluem Ana Brenda Contreras como Cristal Carrington, Maddison Brown como Kirby Anders e Sam Underwood como Adam Carrington.

## Elenco e personagens
| - Elizabeth Gillies como Fallon Carrington. Executiva de energia e herdeira de uma fortuna de Atlanta; filha do bilionário Blake Carrington e sua primeira esposa, Alexis. - Ana Brenda Contreras como Cristal Jennings Carrington. Cristal trabalhava em um centro de saúde e bem-estar em Sedona, Arizona, e se interessou pela família Carrington - Nicolette Sheridan como Alexis Morell Carrington. Ex esposa de Blake, e a mãe distante de Steven e Fallon. - James Mackay como Steven Carrington. O irmão ambientalista gay de Fallon, que é o mais velho e equilibrado dos dois. - Rafael de la Fuente como Samuel Josiah "Sammy Jo" Jones. Ex-marido de Steven. - Robert Christopher Riley como Michael Culhane, o ex-chofer dos Carringtons . - Sam Adegoke como Jeff Colby. Um jovem rival de negócios de Blake - Maddison Brown como Kirby Anders. Filha de Joseph. - Alan Dale como Joseph Anders. Mordomo dos Carringtons. - Grant Show como Blake Carrington. CEO bilionário da Carrington Atlantic e irá se casar com Cristal. É pai de Steven e Fallon com sua primeira esposa, Alexis. - Sam Underwood como Adam Carrington. O filho mais velho de Blake e Alexis, que foi sequestrado quando criança. - Michael Michele como Dominique Deveraux. Mãe de Jeff e Monica, e meia-irmã de Blake | - Wakeema Hollis como Monica Colby. irmã de Jeff - Adam Huber como Liam Ridley, um escritor. - Kelly Rutherford como Melissa Daniels. Esposa do senador Paul Daniels e ex-amante de Steven - Katherine LaNasa como Ada Stone - Brent Antonello como Hank Sullivan - Sharon Lawrence como Laura Van Kirk. Mãe de Liam - Michael Masini como Keith Hayes |

Notas de elenco
1. ↑  Nicollette Sheridan é creditada como principal até o episódio "Motherly Overprotectiveness" (2x15).
2. ↑  James Mackay é creditado como principal apenas nos episódios em que ele aparece com exceção do episódio "Deception, Jealousy, and Lies" (2x22) onde ele é credito como Convidado Especial
3. ↑  Sam Underwood é creditado como ator convidado em "Parisian Legend Has It ..." (2x14), e como principal de "Motherly Overprotectiveness" (2x15) em diante.

## Episódios
| N.º na série | N.º na temp. | Título                                                                    | Dirigido por        | Escrito por                              | Exibição original      | Audiência (milhões) |
| --- | ------------ | ------------------------------------------------------------------------- | ------------------- | ---------------------------------------- | ---------------------- | ------------------- |
| 23 | 1            | "Twenty-Three Skidoo" "(Tudo que é Bom Dura Pouco)" (BR)                  | Matt Earl Beesley   | Sallie Patrick & Christopher Fife        | 12 de outubro de 2018  | 0.64                |
| Um mês após o incêndio, Fallon e Culhane retomaram o relacionamento, mas ela e Liam fingem ainda estar casados para garantir que o tio Max de Liam compre a Carrington Atlantic. Cristal morreu no incêndio, e Blake retorna depois de um mês de ausência de luto por ela. Steven não contou a Sam sobre a gravidez de Melissa. Anders mantém sua recém-chegada filha Kirby escondida dos Carringtons. Hank, que é o principal suspeito no assassinato de Cristal, chantageia Alexis, ameaçando expor seu plano e revelando que ele iniciou o incêndio. Blake expõe a verdade sobre Melissa para Sam, que aceita a notícia da gravidez. Culhane propõe a Fallon, que aceita antes de voar para Nova York com Liam para conhecer os Van Kirks. Blake repreende Alexis por sua desavergonhada escavação de ouro e eles caem na cama juntos. Em Sedona, no Arizona, Cristal Jennings assiste a cobertura dos Carringtons e sente que os conhece. |              |                                                                           |                     |                                          |                        |                     |
| 24 | 2            | "Ship of Vipers" "(Ninho de Cobras)" (BR)                                 | Kenny Leon          | Josh Reims & Jenna Richman               | 19 de outubro de 2018  | 0.61                |
| Fallon e Liam estão em Nova York para fechar o acordo com Max, que faz um passe em Fallon. Sam e Alexis suspeitam que Melissa não está realmente grávida, mas eles estão errados. Monica relutantemente contrata Kirby para ajudá-la a abrir o novo clube dos Colbys. Quando um local rival programa um concerto para sabotar o Club Colby, Kirby entra sorrateiramente e solta algumas ratazanas. Fallon briga com Kirby, que promete tirar tudo de Fallon. Cristal Jennings chega à mansão e mostra a Blake uma foto dela com sua falecida esposa Cristal Flores. Fallon encontra Kirby preso por agressão. Com o acordo que depende de Fallon dormindo com Max, ela contrata uma escolta para se passar por ela, mas Max morre de ataque cardíaco durante o encontro. |              |                                                                           |                     |                                          |                        |                     |
| 25 | 3            | "The Butler Did It" "(O Mordomo é o Culpado)" (BR)                        | Pascal Verschooris  | David M. Israel & Paula Sabbaga          | 26 de outubro de 2018  | 0.56                |
| Cristal fica desconfortável quando ela percebe que Blake a vê como uma substituta para sua esposa falecida. Ada Stone chantageia Michael com o testemunho da escolta contra Fallon. Fallon conhece a mãe imperiosa de Liam, Laura, na esperança de conquistá-la, mas Fallon acaba eviscerando Laura por causa de seu tratamento abusivo a Liam. Kirby participa de sessões de aconselhamento ordenadas pelo tribunal com o Dr. Nick Toscanni, que trabalha secretamente com Alexis para descobrir o que Kirby se lembra sobre seu banimento da Mansão Carrington. Kirby percebe que Alexis começou o incêndio no quarto de Fallon para se livrar dela, e descobre que Alexis e Anders tiveram um caso de uma noite que levou à gravidez de Alexis. Kirby revela o caso publicamente, e Anders confirma que Steven é seu filho biológico, devastando os Carrington. Agora que ela acredita que seu bebê não é mais um herdeiro de Carrington, Melissa admite que Steven não é o pai. |              |                                                                           |                     |                                          |                        |                     |
| 26 | 4            | "Snowflakes in Hell" "(Vai Nevar no Inferno)" (BR)                        | Mary Lou Belli      | Francisca X. Hu & Audrey Villalobos Karr | 2 de novembro de 2018  | 0.55                |
| Após a revelação de Kirby, Blake fica furioso com Anders, Fallon joga Alexis para fora da mansão, e Steven e Sam planejam ir ao Paraguai para trabalhar com a fundação de Steven. Ada força Michael a entrar em um jogo de pôquer com um nome falso; Jeff também está lá, mas não estraga a cobertura de Michael. Michael fotografa os documentos que Ada precisa e consegue tirar Jeff antes de o FBI invadir o jogo. Os Carrington seguem Steven para o Paraguai para convencê-lo a voltar. Blake e Anders se reconciliam, e Steven incentiva Fallon a se reconciliar com Alexis. Cristal volta para a mansão para apoiar Blake. Steven decide retornar ao Paraguai sozinho. |              |                                                                           |                     |                                          |                        |                     |
| 27 | 5            | "Queen of Cups" "(Rainha de Copas)" (BR)                                  | Jeffrey W. Byrd     | Kevin A. Garnett & Jay Gibson            | 9 de novembro de 2018  | 0.60                |
| Jeff e Michael trabalham juntos contra Ada, mas ela os supera. Cristal e Sam trazem uma vidente, Adriana, para a mansão. Hank tenta vender o Rembrandt que Alexis lhe deu como garantia, mas ela intervém para mantê-lo longe de Blake. Alexis tenta se livrar de Cristal, mas seus esforços apenas aproximam Blake e Cristal. Fallon suspeita que Michael a traia e quase transa com Liam. Claudia repreende Hank por não conseguir o dinheiro. Adriana diz a Alexis que um homem poderoso irá propor a ela. |              |                                                                           |                     |                                          |                        |                     |
| 28 | 6            | "That Witch" "(Aquela Bruxa)" (BR)                                        | Tessa Blake         | Josh Reims & Libby Wells                 | 16 de novembro de 2018 | 0.66                |
| Enquanto uma grande tempestade se aproxima de Atlanta, Blake e Cristal se aproximam, e Alexis, ciumenta, sabota seus planos de deixar a cidade para o Dia de Ação de Graças. Fallon tenta fazer as pazes com a mãe de Michael, enquanto Liam lhe serve um ultimato sobre o relacionamento deles. Um aviso de tornado inviabiliza a celebração do Dia de Ação de Graças dos Carrington. Fallon fica inconsciente e tem uma fantasia de "Mágico de Oz". Ela faz as pazes com Alexis e escolhe Michael em vez de Liam. Blake propõe a Cristal. Hank exclui Claudia de seu pagamento de Alexis, com quem ele deixa o bebê Matthew. |              |                                                                           |                     |                                          |                        |                     |
| 29 | 7            | "A Temporary Infestation" "(Praga Temporária)" (BR)                       | Michael A. Allowitz | Jenna Richman                            | 30 de novembro de 2018 | 0.63                |
| Alexis deixa Matthew para ser encontrado por Sam, que o chama Pequeno Blake. Sam e Kirby trabalham juntos para encontrar uma babá. O novo empreendimento comercial de Fallon e Monica ameaça o jogo de poker de Jeff e Michael, o que não agrada a Ada. As tentativas de Cristal de se livrar de Alexis fracassam, mas ela descobre que Alexis foi quem deixou o bebê e garante que Sam descubra por conta própria. |              |                                                                           |                     |                                          |                        |                     |
| 30 | 8            | "A Real Instinct for the Jugular" "(Instinto Para Atacar a Jugular)" (BR) | Matt Earl Beesley   | David M. Israel & Francisca X. Hu        | 7 de dezembro de 2018  | 0.56                |
| Confrontada com Pequeno Blake, Alexis diz a Sam que o bebê é filho de Hank, e Sam concorda em manter o segredo. Fallon procura a ajuda de Alexis em seus planos de casamento, e Alexis bate com sua amiga socialite Mimi com seu carro para liberar o local escolhido por Fallon. No entanto, Fallon decide se casar na Mansão Carrington. Michael concorda em fazer um último trabalho de contrabando de artefatos para Ada e sai de uma situação perigosa. Ela dá a ele todo o seu material de chantagem sobre Fallon e um bônus de US $ 5 milhões, mas pede que ele continue trabalhando com ela. Com a falta de Steven, Sam fica tentado quando o novo babá do Pequeno Blake, Manuel, chega até ele. Blake compra um time de futebol para Cristal. Sam vê uma Claudia grávida nas fotos de seu casamento, e faz a conexão de que ela é a mãe de Little Blake. Sam descobre que Claudia escapou da instituição e se pergunta se ela matou sua tia Cristal e atearam fogo. Claudia se enfurece com o filho desaparecido e o Pequeno Blake desaparece do berçário. |              |                                                                           |                     |                                          |                        |                     |
| 31 | 9            | "Crazy Lady" "(A Louca)" (BR)                                             | Melanie Mayron      | Christopher Fife & Paula Sabbaga         | 21 de dezembro de 2018 | 0.63                |
| O FBI é chamado para investigar o desaparecimento do Pequeno Blake, que os Carringtons agora sabem que o pai é Matthew. Claudia se esconde em um hotel com o bebê Matthew, mas um apelo televisionado de Blake e Alexis leva as autoridades a ela. Uma histérica Claudia está com Matthew no telhado, e Blake, Fallon, Cristal e Sam tentam convencê-la a se afastar da beira. Claudia admite ter matado a falecida esposa de Blake, Cristal, mas tropeça e joga o bebê acidentalmente para fora do prédio. É apenas uma boneca, e Kirby descobre que Manuel realmente sequestrou o bebê. Ela consegue derrubá-lo com uma lâmpada antes de Anders chegar. Antes de Claudia ser presa, Alexis a leva a acreditar que Hank não era real. Michael e Jeff estão envolvidos no plano de Ada para destruir as Indústrias Van Kirk; Jeff é baleado quando fogem do FBI, e Michael bate o carro no caminho para o hospital. Na mansão, Anders recebe uma ligação de que Steven nunca entrou no avião no Paraguai e está desaparecido. |              |                                                                           |                     |                                          |                        |                     |
| 32 | 10           | "A Champagne Mood" "(No Clima Para Champanhe)" (BR)                       | Michael Allowitz    | Josh Reims & Kevin A. Garnett            | 18 de janeiro de 2019  | 0.59                |
| Jeff se recupera na Mansão Carrington em um quarto de hospital criado por Blake. Michael confessa quase tudo a Fallon, que o perdoa. A família ouve do Paraguai que Steven reapareceu, no entanto, Sam é servido com papéis de divórcio. Fallon e Michael procuram um relutante Liam por sua ajuda no acesso aos arquivos de Van Kirk, que eles esperam incriminar Max no contrabando de drogas e manter Michael fora da cadeia. Os registros são limpos, mas eles criam uma trilha de papel que Fallon usa para coagir Nico Russo a não citar Michael em seu testemunho. Cristal confidencia a Sam que está grávida. Blake descobre o teste de gravidez e anuncia as notícias publicamente, para consternação de Alexis. Jeff diz a Fallon que Michael continuou a trabalhar com Ada, mesmo depois que ela lhe deu seu material de chantagem, e uma Fallon devastada interrompe o noivado. Ela vai ver Liam, apenas para descobrir que ele seguiu em frente com outra mulher. Fallon fica furiosa ao encontrar Sam beijando outro homem. Steven liga para Sam e diz que ele não quer se divorciar, afinal. Cristal diz a Mark Jennings que seu bebê é de Blake e não dele, mas ela não tem certeza.                           |              |                                                                           |                     |                                          |                        |                     |
| 33 | 11           | "The Sight Of You" "(Não Suporto Olhar Para Você)" (BR)                   | Matt Earl Beesley   | David M. Israel & Aubrey Villalobos Karr | 25 de janeiro de 2019  | 0.58                |
| Fallon faz uma viagem de garotas com Monica, Cristal e Kirby clandestina, mas seu verdadeiro motivo é ver Liam, que está na mesma estação de esqui com sua nova namorada, Ashley. Sam chega e ajuda as mulheres a sabotar Ashley, enquanto Fallon pede a Liam outra chance. Ele está feliz com Ashley e pede a Fallon que também siga em frente. Ashley e seus amigos enfrentam Fallon e seu grupo em um bar de mergulho, e os grupos rivais brigam. Um Liam furioso diz a Fallon que nunca mais a quer ver. Jeff convida sua mãe para Atlanta para uma reunião. Monica, ainda furiosa com o abandono da mãe, liga para Dominique e tenta frustrar seus planos de vir para Atlanta. Jeff fica desapontado quando ela não chega nem liga. Blake pede a Michael para ajudá-lo a garantir um jogador de futebol famoso para seu novo time. Michael é capaz de fazer isso, mas seu preço é uma aposta na equipe. Cristal confessa a Fallon que seu ex-marido Mark Jennings pode ser o pai de seu bebê. Fallon pede que Cristal conte a verdade a Blake, mas ela não consegue quando ele expressa o quanto ele está animado por ser pai novamente.                                                                                  |              |                                                                           |                     |                                          |                        |                     |
| 34 | 12           | "Filthy Games" "(Jogos Sujos)" (BR)                                       | Geary McLeod        | Francisca X. Hu & Libby Wells            | 1 de fevereiro de 2019 | 0.60                |
| Recuperando-se da rejeição de Liam, Fallon faz todos os esforços para convencer um repórter de que ela está prosperando. Alexis chantageia Tony, o jardineiro, para ajudá-la a sujar Cristal, e quando Alexis descobre que Cristal não tem certeza da paternidade do bebê, ela garante que Blake descubra. Blake está chateado, mas perdoa Cristal por não contar a ele. Sam envolve um guru, Lady Monk, na esperança de se tornar uma pessoa melhor, mas Kirby a expõe como uma vigarista. Michael pressiona Blake por mais informações sobre seu time de futebol e deixa claro para Blake e Fallon que ele não está mais à disposição deles. Michael fica surpreso ao descobrir que Blake contratou Fallon para ajudar na equipe. Alexis liga para Mark. |              |                                                                           |                     |                                          |                        |                     |
| 35 | 13           | "Even Worms Can Procreate" "(Até os Vermes Procriam)" (BR)                | Viet Nguyen         | Christopher Fife & Jay Gibson            | 8 de fevereiro de 2019 | 0.61                |
| Enquanto Alexis tenta convencer Mark de que o bebê é dele, Blake diz a Cristal que, seja o que for que o teste de paternidade mostre, ele criará a criança como sua. Mark aparece na Mansão Carrington para descobrir a verdade de Cristal, e Blake pede que ele fique com os Carringtons até que os resultados do teste voltem. Fallon sabota Michael na esperança de que Blake o demitirá do Atlantix, mas Blake a despede quando suas maquinações na abertura da equipe deixam Michael humilhado publicamente quando seu vício em analgésicos passado é exposto. Alexis mente para Mark que Cristal ainda está apaixonado por ele, e ele e Cristal têm um momento de ternura. Blake os vê juntos e se oferece para suspender a proibição de futebol profissional de Mark se ele deixar a cidade. Fallon pede desculpas a Michael e eles dormem juntos. Cristal descobre que o bebê é de Blake e provoca Alexis. Sam recebe uma ligação de Steven, que foi assaltado em um local não revelado. Alexis, perturbada, planeja cometer suicídio, mas vê Cristal e Mark andando a cavalo e atira em Cristal. Mark pega a bala e o cavalo assustado de Cristal a atira no chão e a arrasta.                                        |              |                                                                           |                     |                                          |                        |                     |
| 36 | 14           | "Parisian Legend Has It…" "(Assim Diz a Lenda Parisiense)" (BR)           | Pascal Verschooris  | Patrick & Jenna Richman                  | 15 de março de 2019    | 0.47                |
| Cristal sobrevive, mas perdeu o bebê e pode não ser capaz de ter mais filhos. Fallon e Sam voam para Paris para ver Steven. Alexis conforta Cristal por insistência de Blake. Blake acredita que seu contratado, Mack, está por trás do tiroteio, e Alexis mente para envolvê-lo ainda mais e evitar suspeitas. Um perturbado Blake mata Mack com a aprovação de Cristal, e Anders descarta o corpo. Steven quer que Fallon e Sam preocupados encontrem seu amigo George, que está com ele em Paris. Suas suspeitas de que Steven está tendo um colapso induzido por drogas parecem confirmadas quando fica claro que Steven está imaginando George e precisa de ajuda. Fallon e Sam o internam em uma instituição e voltam para Atlanta. George aparece e diz a Steven sedado que ele o estava iluminando e manipulando. George é o verdadeiro Adam Carrington, empenhado em reivindicar o que é dele em Atlanta. |              |                                                                           |                     |                                          |                        |                     |
| 37 | 15           | "Motherly Overprotectiveness" "(Superproteção Materna)" (BR)              | Brandi Bradburn     | David M. Isreal & Paula Sabbaga          | 22 de março de 2019    | 0.55                |
| Seis meses antes, em Billings, Montana, a mãe de Mike Harrison, Theresa, confessa que ele é o sequestrado Adam Carrington. No presente, Adam se apresenta na Mansão com um chocalho de prata que Blake reconhece. Fallon é duvidosa, Blake imediatamente acredita que o recém-chegado é Adam, e Alexis se apega à sua história de que Hank é filho deles. Quando Blake perde o local de seu novo estádio, Cristal e Michael superam Jeff por um local de substituição. O irmão de Cristal, Beto, a ajudou secretamente, e agora seu poderoso pai espera que ela o visite. Fallon oferece a Mike US $ 50 milhões para ir embora; ele se recusa e faz um teste de DNA com Blake. Fallon e Sam vão ao Billings e descobrem que Mike perdeu sua licença médica por roubar narcóticos. O DNA prova que Mike é Adam, e Fallon revela o segredo de Adam para Blake. Adam explica que roubou os remédios para sua mãe doente, mas não diz aos outros que sacrificou Theresa. Adam confronta Alexis com a prova de que ela orquestrou a chegada de Hank e o falso teste de DNA; ela explica que estava desesperada e pede desculpas. Adam se oferece para guardar o segredo, mas depois empurra o rosto de Alexis para a lareira acesa. |              |                                                                           |                     |                                          |                        |                     |
| 38 | 16           | "Miserably Ungrateful Men" "(Desgraçadamente Ingratos)" (BR)              | Jeff Byrd           | Garrett Oakley & Bryce Schramm           | 29 de março de 2019    | 0.52                |
| Alexis está no hospital com queimaduras faciais graves e sob as mãos de Adam. Fallon é excluída após a publicação de um artigo prejudicial, e ela procura recuperar sua reputação escrevendo um livro de memórias. Cristal resiste à demanda de Beto de que ela contrate um dos jogadores de seu pai para o Atlantix, mas ele se recusa a deixar Atlanta até que ela capitule. Blake restabeleceu a licença médica de Adam e o contrata para trabalhar como médico da equipe do Atlantix, a quem Adam sabota para garantir a posição de médico-chefe. Jeff visita Alexis e quer que ela se convalace em sua casa, mas Adam a força a ficar parada. Enquanto Alexis é levada para a cirurgia de reconstrução facial, Adam entrega ao médico uma foto de referência que levanta suas sobrancelhas. Sam pega Beto beijando outro homem e o convence a perdoar Cristal por trair a família. Beto recua e dá a Cristal um dossiê que seu pai coletou sobre ela e os Carrington. Depois de ouvir que seu editor a está usando para chegar a Blake, Fallon compra a editora e o despede. Um dos autores da empresa chega para ver Fallon, que fica surpreso ao saber que é Liam.                                                      |              |                                                                           |                     |                                          |                        |                     |
| 39 | 17           | "How Two-Faced Can You Get" "(Quão Duas Caras Você Pode Ser?)" (BR)       | Joanna Kerns        | Christopher Fife & Kevin A. Garnett      | 19 de abril de 2019    | 0.55                |
| A chegada de Liam surpreende Fallon, que não quer publicar o romance de Liam. Em vez de pagá-lo, ela tenta manipulá-lo para sair do negócio por conta própria. Sabendo que a liga estará testando um jogador de Atlantix que está usando drogas, Blake e Adam conspiram para trocar a amostra de urina. Jeff tenta expô-los com um vídeo de Adam fazendo a troca, mas o comissário está no bolso de Blake e descarta as acusações. Convencido por Jeff de que Blake estava mentindo para ele, Michael pede a Jeff que o ajude a derrubar Blake no que Michael acredita ser um esquema de lavagem de dinheiro. Kirby tenta resistir à sua atração por Michael por respeito a Fallon, mas o beija antes que ela possa falar sobre isso com Fallon. Monica envia uma foto do beijo para Fallon, que confronta Kirby. No entanto, Fallon está entendendo e não com raiva. Fallon lê e ama o romance de Liam, que trata do relacionamento deles. Ela pede desculpas e se oferece para publicá-lo, afinal. Adam cede seu escritório a Jeff, mas secretamente derrama um produto químico na nova pintura de Jeff. O novo rosto de Alexis é revelado.                                                                                  |              |                                                                           |                     |                                          |                        |                     |
| 40 | 18           | "Life Is A Masquerade Party" "(A Vida é Uma Festa de Máscaras)" (BR)      | Jeff Byrd           | Josh Reims & Aubrey Villalobos           | 26 de abril de 2019    | 0.49                |
| Cristal promete a Beto que impedirá Blake de antagonizar seu perigoso pai Silvio, mas Blake tem o corte de energia no estádio de Flores, no México, custando milhões a Silvio. Cristal convida Silvio para a Mansão Carrington e negocia uma paz entre ele e Blake, que entram juntos no negócio de jogos de azar. Fallon providencia para Liam e sua ex, Ashley, passarem um tempo juntos em público para promover seu livro, mas fica com ciúmes quando parecem reavivar seu relacionamento. Jeff e Michael discutem e depois fazem as pazes enquanto lutam para encontrar evidências que possam derrubar Blake. Com o divórcio de Steven finalizado, Sam faz uma festa de máscaras para celebrar que está solteiro. Fallon e Liam admitem que estão apaixonados um pelo outro. Adam apresenta Alexis para a família, que está chocada com a cirurgia que a fez parecer quase exatamente como Fallon. Adam tira uma foto de Fallon e Liam se beijando, que ele vende para a imprensa. |              |                                                                           |                     |                                          |                        |                     |
| 41 | 19           | "This Illness of Mine" "(Esta Minha Doença)" (BR)                         | Matt Earl Beesley   | Jay Gibson & Francisca X. Hu             | 3 de maio de 2019      | 0.39                |
| A publicidade negativa em torno da foto ameaça as vendas de livros de Liam, forçando Fallon a confirmar publicamente que o livro é sobre ela e não sobre Ashley. A mãe de Liam, Laura, aparece e ameaça bloquear a publicação do romance, a menos que Fallon termine com Liam. Ele tenta mediar a paz durante o jantar. Laura afirma estar morrendo de câncer, mas Fallon suspeita. Jeff está se comportando de maneira irregular graças à tinta tóxica de Adam e entra em colapso em seu escritório. Blake e Cristal conseguem legalizar o jogo em Atlanta, mas Michael descobre que eles coagiram os políticos a garantir o voto. Alexis descobre que Adam é responsável por seus médicos, fazendo-a parecer Fallon. Ela confronta Adam sobre isso e avisa Fallon para não desafiá-lo. Alexis informa Fallon que ela está indo para a Europa fazer mais cirurgia plástica. Fallon testou o sangue de Laura e prova que ela está mentindo, mas Laura desvia a acusação e Liam está com raiva de Fallon. Sam e Anders descobrem que Adam vazou a foto, dormiu com Laura e ajudou a planejar e executar seu ardil. Laura é finalmente forçada a confessar, e Liam amolece Fallon. Fallon planeja vingança contra Adam.          |              |                                                                           |                     |                                          |                        |                     |
| 42 | 20           | "New Lady In Town" "(Uma Nova Mulher na Cidade)" (BR)                     | Elodie Keene        | David Israel                             | 10 de maio de 2019     | 0.42                |
| A mãe de Jeff e Monica, Dominique, reaparece quando Jeff se recupera em casa. Ela e Monica se chocam com o abandono de Dominique e, embora Dominique esteja se desculpando, ela afirma que Jeff e Monica seriam melhores criados por sua avó. Dominique confessa que está mentindo sobre ter uma carreira de sucesso, e Jeff escreve à mãe um cheque de US $ 1 milhão como uma armadilha para ver se ela só voltou por dinheiro. Jeff e Monica pegam Dominique tentando sair, mas ela jogou o cheque no lixo. Fallon e Liam planejam expor os verdadeiros planos de Adam a Blake, mas Adam os engana. Fallon finalmente leva Adam a agredi-la e, embora Blake o despeda publicamente, ele pretende que Adam continue trabalhando para ele. Dominique recebe um telefonema secreto, revelando que está manipulando Jeff e Monica e que tem outros filhos em Nova York. As evidências de Michael não são suficientes para o FBI prender Blake, então Michael alerta Cristal que o FBI está seguindo o esquema de Blake. Blake se incrimina em uma conversa particular com a senadora Joanne Braden, sem saber que, graças a Michael, ela está usando um fio. O FBI prende Blake.                                                 |              |                                                                           |                     |                                          |                        |                     |
| 43 | 21           | "Thicker Than Money" "(Mais Importante do que Dinheiro)" (BR)             | Ken Fink            | Jenna Richman & Kevin A. Garnett         | 17 de maio de 2019     | 0.47                |
| Enquanto Fallon entra em cena para Blake impedir Jeff e Michael de assumir o controle do Atlantix, Liam e Kirby a ajudam a arrebatar um contrato de livro de um concorrente. Dominique visita Blake, que a paga há anos para manter em segredo o fato de ser sua meia-irmã. Os pagamentos foram interrompidos recentemente e Dominique quer o que lhe é devido. Blake diz que pode ter seu dinheiro quando tirar Jeff das costas dele. Sam recebe um generoso acordo de divórcio de Steven e compra um hotel de luxo por capricho. Jeff descobre que Adam o envenenou e pede a Dominique para ajudar a destruir Blake e Adam. Cristal se opõe ao plano de Blake de culpar o pai por seus crimes. Ela vai ao FBI, ostensivamente para informar Blake, mas ela está executando secretamente o plano dele de exonerar-se e enquadrar Michael. Liam e Fallon finalmente fazem sexo, enquanto Kirby e Michael fazem o mesmo. Anders tem uma parada cardíaca. |              |                                                                           |                     |                                          |                        |                     |
| 44 | 22           | "Deception, Jealousy, and Lies" "(O Engano, a Inveja e as Mentiras)" (BR) | Michael Allowitz    | Christopher Fife & Paula Sabbaga         | 24 de maio de 2019     | 0.53                |
| Fallon anuncia sua intenção de se desfazer do Atlantix e deixar Blake se defender, mas ele oferece unir forças com ela como parceiros completos. Anders está ansioso para voltar ao trabalho após seu ataque cardíaco, mas acaba se juntando a Sam no hotel. Jeff manipula Adam em uma briga na frente de testemunhas. Ele e Dominique encenam uma cena de crime com o sangue de Jeff e o botão de punho de Adam para fazer parecer que Adam assassinou Jeff, que deixa o país. Dominique, no entanto, remove o botão de punho e liga para Blake para confirmar que seus pagamentos serão retomados agora que Jeff está fora do caminho. Fallon descobre que a separação de Blake e Cristal é apenas um ardil, e percebe que eles estão enquadrando Michael pelos crimes de Blake. Ela avisa Michael, mas Blake está um passo à frente e Michael é preso. Adam providencia que os mergulhadores encontrem o corpo de Trixie Tate, uma amiga de infância de Fallon que morreu acidentalmente na Mansão e cujo corpo foi colocado no lago por Anders. No entanto, eles também encontram um segundo corpo. Liam, atingido na cabeça por Adam, cai de bruços na piscina.                                                           |              |                                                                           |                     |                                          |                        |                     |

## Produção

### Desenvolvimento
Dynasty recebeu uma encomenda para uma segunda temporada de 22 episódios em 2 de abril de 2018. Um comunicado de imprensa de maio de 2018 revelou que a série apresentaria a meia-irmã de Blake, Dominique Deveraux, mãe de Jeff e Monica, na segunda temporada.

### Elenco
Em junho de 2018, a integrante do elenco original Nathalie Kelley, que interpretou Celia Machado e Cristal Flores Carrington, disse à E! News de que ela não voltaria para a segunda temporada. A The CW anunciou em agosto de 2018 que Ana Brenda Contreras havia sido escalada como "a verdadeira Cristal Flores" para a segunda temporada. Maddison Brown também foi escalada como a filha de Anders, Kirby, e Sharon Lawrence interpretará o papel de convidado como a mãe de Liam, Laura Van Kirk.

### Transmissão
A segunda temporada de Dynasty estreou em 12 de outubro de 2018.

## Audiência
| №  | Título                            | Exibição original      | Rating/share (18–49) | Audiência (em milhões) | DVR (18–49) | Audiência em DVR (milhões) | Total (18–49) | Audiência total (em milhões) |
| -- | --------------------------------- | ---------------------- | -------------------- | ---------------------- | ----------- | -------------------------- | ------------- | ---------------------------- |
| 1  | "Twenty-Three Skidoo"             | 12 de outubro de 2018  | 0.2/1                | 0.64                   | 0.1         | 0.32                       | 0.3           | 0.97                         |
| 2  | "Ship of Vipers"                  | 19 de outubro de 2018  | 0.2/1                | 0.61                   | 0.1         | 0.27                       | 0.3           | 0.88                         |
| 3  | "The Butler Did It"               | 26 de outubro de 2018  | 0.2/1                | 0.56                   | 0.1         | 0.32                       | 0.3           | 0.88                         |
| 4  | "Snowflakes in Hell"              | 2 de novembro de 2018  | 0.1/1                | 0.55                   | 0.1         | 0.35                       | 0.2           | 0.90                         |
| 5  | "Queen of Cups"                   | 9 de novembro de 2018  | 0.2/1                | 0.60                   | 0.0         | 0.27                       | 0.2           | 0.87                         |
| 6  | "That Witch"                      | 16 de novembro de 2018 | 0.2/1                | 0.66                   | 0.1         | 0.24                       | 0.3           | 0.90                         |
| 7  | "A Temporary Infestation"         | 30 de novembro de 2018 | 0.2/1                | 0.63                   | 0.1         | 0.26                       | 0.3           | 0.89                         |
| 8  | "A Real Instinct for the Jugular" | 7 de dezembro de 2018  | 0.2/1                | 0.56                   | 0.0         | 0.25                       | 0.2           | 0.81                         |
| 9  | "Crazy Lady"                      | 21 de dezembro de 2018 | 0.1/1                | 0.63                   | 0.1         | 0.25                       | 0.2           | 0.88                         |
| 10 | "A Champagne Mood"                | 18 de janeiro de 2019  | 0.2/1                | 0.59                   | 0.1         | 0.26                       | 0.3           | 0.85                         |
| 11 | "The Sight of You"                | 25 de janeiro de 2019  | 0.1/1                | 0.58                   | 0.1         | 0.22                       | 0.2           | 0.80                         |
| 12 | "Filthy Games"                    | 1 de fevereiro de 2019 | 0.2/1                | 0.60                   | 0.0         | 0.21                       | 0.2           | 0.81                         |
| 13 | "Even Worms Can Procreate"        | 8 de fevereiro de 2019 | 0.2/1                | 0.61                   | 0.0         | 0.22                       | 0.2           | 0.83                         |
| 14 | "Parisian Legend Has It..."       | 15 de março de 2019    | 0.1/1                | 0.47                   | 0.1         | 0.21                       | 0.2           | 0.68                         |
| 15 | "Motherly Overprotectiveness"     | 22 de março de 2019    | 0.1/1                | 0.55                   | 0.0         | 0.16                       | 0.2           | 0.71                         |
| 16 | "Miserably Ungrateful Men"        | 29 de março de 2019    | 0.1/1                | 0.52                   | 0.0         | 0.20                       | 0.2           | 0.72                         |
| 17 | "How Two-Faced Can You Get"       | 19 de abril de 2019    | 0.2/1                | 0.55                   | 0.0         | 0.19                       | 0.2           | 0.74                         |
| 18 | "Life is a Masquerade Party"      | 26 de abril de 2019    | 0.1/1                | 0.49                   | 0.1         | 0.19                       | 0.2           | 0.68                         |
| 19 | "This Illness of Mine"            | 3 de maio de 2019      | 0.1/1                | 0.39                   | 0.1         | 0.21                       | 0.2           | 0.60                         |
| 20 | "New Lady in Town"                | 10 de maio de 2019     | 0.1/1                | 0.42                   | 0.1         | 0.21                       | 0.2           | 0.63                         |
| 21 | "Thicker Than Money"              | 17 de maio de 2019     | 0.1/1                | 0.47                   | 0.1         | 0.19                       | 0.2           | 0.66                         |
| 22 | "Deception, Jealousy, and Lies"   | 24 de maio de 2019     | 0.1/1                | 0.53                   | 0.1         | 0.18                       | 0.2           | 0.71                         |